# Hatoyama Ichirō

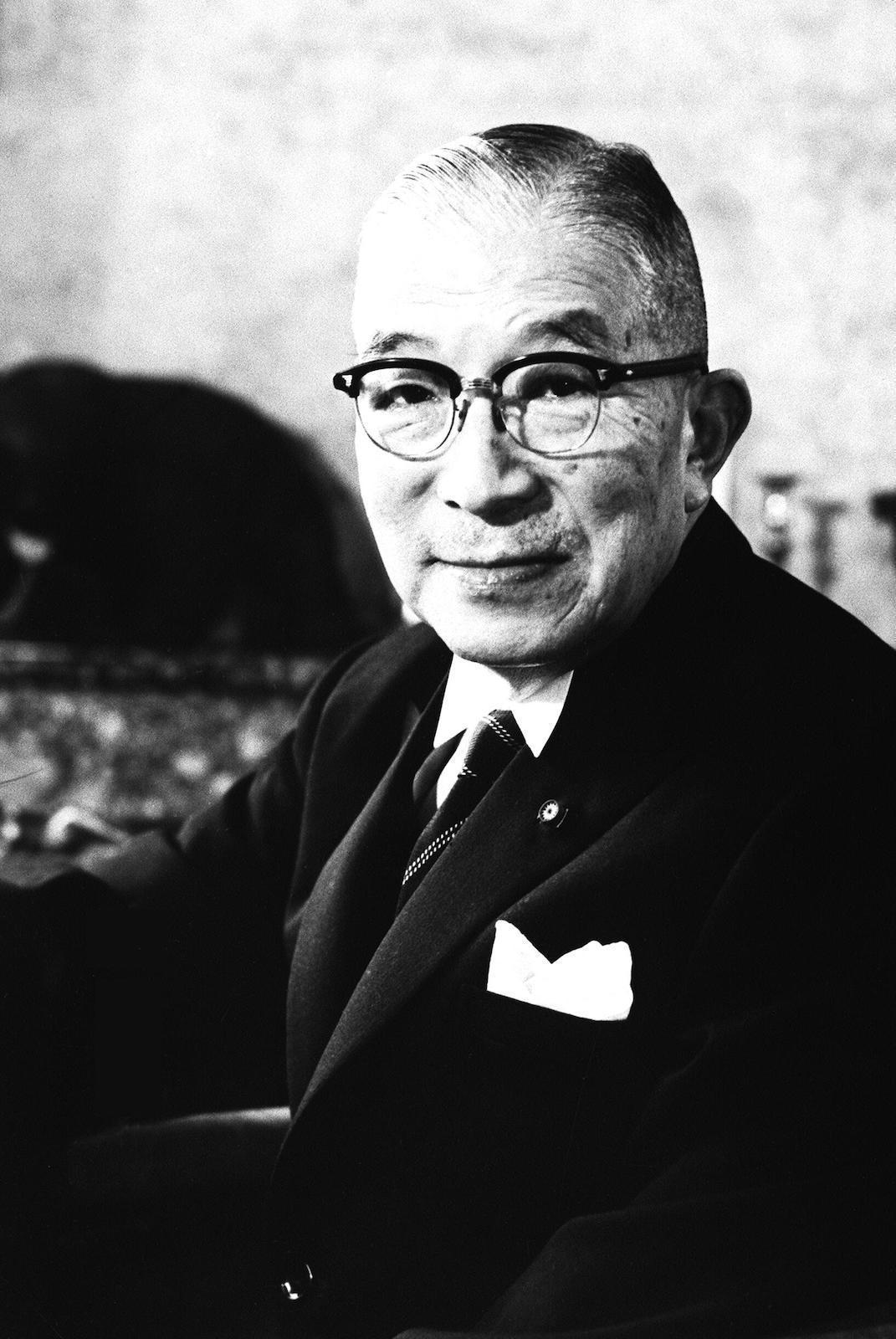
Hatoyama Ichirō

Hatoyama Ichirō (jap. 鳩山 一郎; * 1. Januar 1883 in Ushigome, Tokio (heute: Shinjuku); † 7. März 1959 in Tokio) war ein japanischer Politiker und von 1954 bis 1956 der Premierminister von Japan. Er gründete nach dem Zweiten Weltkrieg die Liberale Partei, die Demokratische Partei und war 1955 an der Fusion der beiden zur Liberaldemokratischen Partei (LDP) beteiligt. Hatoyama war Vorsitzender der drei Parteien.

## Leben

### Familie
Hatoyama kam aus einer Samuraifamilie im Katsuyama-han. Sein Vater Hatoyama Kazuo studierte Rechtswissenschaften und gehörte zu den ersten japanischen Studenten im Ausland. Er wurde anschließend Beamter im Außenministerium und Unterhausabgeordneter der Meiji-Zeit. Seine Mutter Hatoyama Haruko war am Aufbau christlicher Bildungseinrichtungen in Japan beteiligt. Als ältester Sohn folgte Hatoyama Ichirō seinem Vater und studierte wie er Rechtswissenschaften an der Kaiserlichen Universität Tōkyō, wo er 1907 graduierte. 1908 heiratete er die älteste Tochter des Angehörigen der nationalistischen Gruppe Gen’yōsha Terada Sakae, später Mitglied des Herrenhauses.

### Abgeordneter vor dem Zweiten Weltkrieg

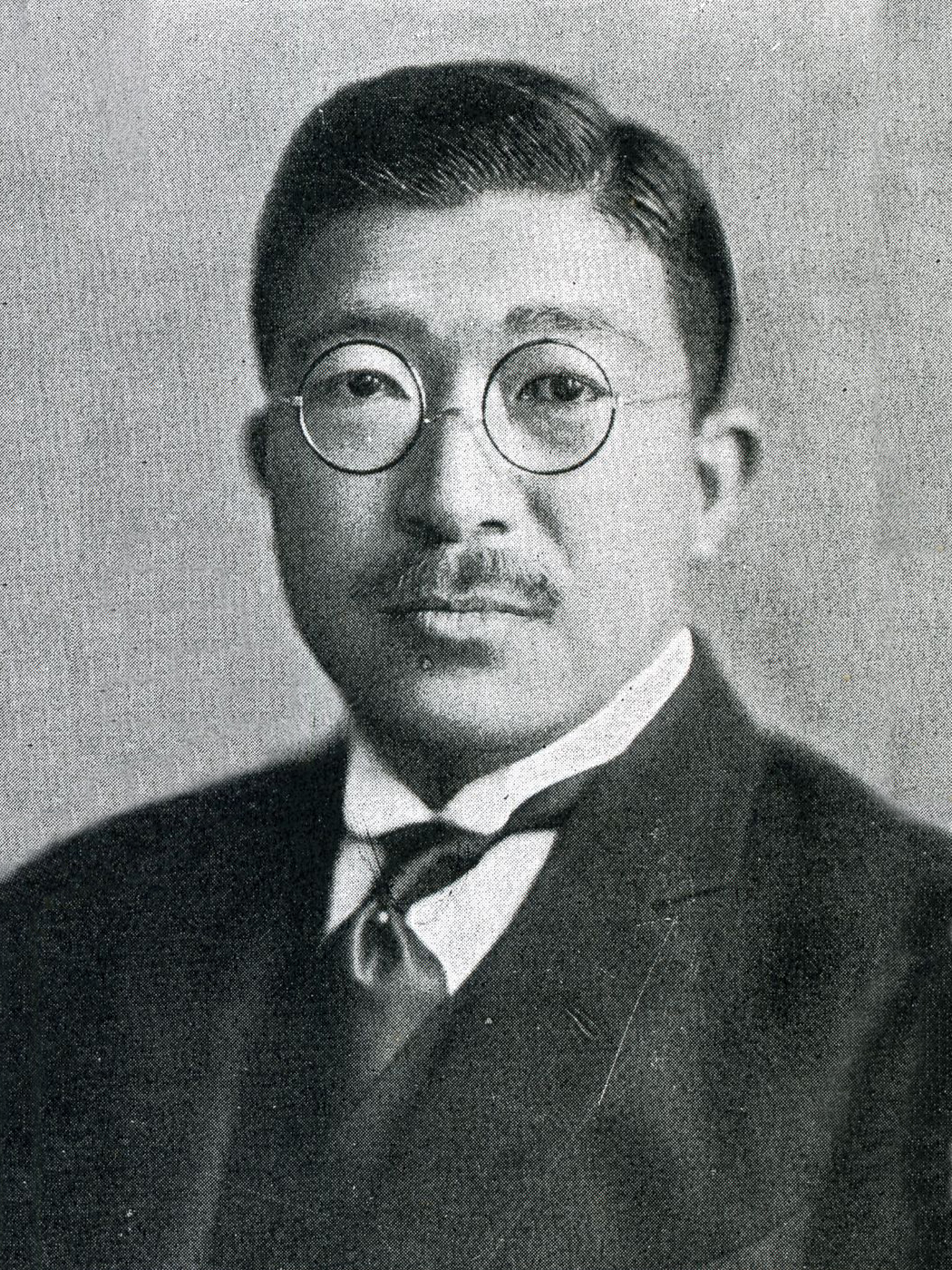
Hatoyama Ichirō (Fotografie 1932)

Hatoyama wurde nach dem Tode seines Vaters 1911 auf dessen Sitz im Rat der Stadt Tōkyō gewählt. 1915 wurde er Unterhausabgeordneter für die Partei Rikken Seiyūkai (立憲政友会, dt. „Freunde der konstitutionellen Regierung“). Von 1927 bis 1929 war er Chefsekretär des Kabinetts (damals: 内閣書記官長, Naikaku Shokikanchō) im Kabinett von Tanaka Giichi. Von 1931 bis 1934 war Hatoyama Bildungsminister. Auch wenn er grundsätzlich für die Parteienherrschaft eintrat, tolerierte er die zunehmende Militarisierung und Entdemokratisierung Japans; die japanische Invasion Chinas 1937 verteidigte Hatoyama als Schritt im Interesse der „Zufriedenheit des chinesischen Volkes“. Erst nach dem Angriff auf die USA distanzierte er sich stärker von den Militaristen. Nachdem er das Kriegskabinett von Tōjō Hideki kritisiert hatte, zog sich Hatoyama 1943 nach Karuizawa zurück.

### Aufbau der bürgerlichen Parteien
Nach dem Krieg kehrte Hatoyama nach Tōkyō zurück und gründete dort die Liberale Partei, wurde ihr erster Vorsitzender und machte sie in den Unterhauswahlen 1946 zur stärksten Partei. Nach der Wahl zunächst mit der Regierungsbildung beauftragt, wurde er durch die Besatzungsbehörden (Supreme Commander for the Allied Powers, abgekürzt „SCAP“) wegen Kollaboration mit der Militärregierung während des Krieges „gesäubert“, d. h. von öffentlichen Ämtern ausgeschlossen, bevor er zum Premierminister ernannt wurde, und überließ Parteivorsitz und Regierungsbildung seinem Parteifreund Yoshida Shigeru. Kurz vor der Aufhebung des Ämterverbots 1951 erlitt Hatoyama einen Schlaganfall.
Hatoyama distanzierte sich zunehmend von der ausschließlich auf die USA ausgerichteten Außenpolitik Yoshidas. Da Yoshida nicht bereit war, sein Amt Hatoyama zu überlassen, gründete Hatoyama 1954 mit seinen Anhängern die Demokratische Partei Japans und stürzte Yoshida durch ein Bündnis mit den Sozialisten im Unterhaus – dieser trat vor der drohenden Abstimmungsniederlage zurück – und wurde selbst Premierminister (Kabinett Hatoyama I).

### Regierungszeit

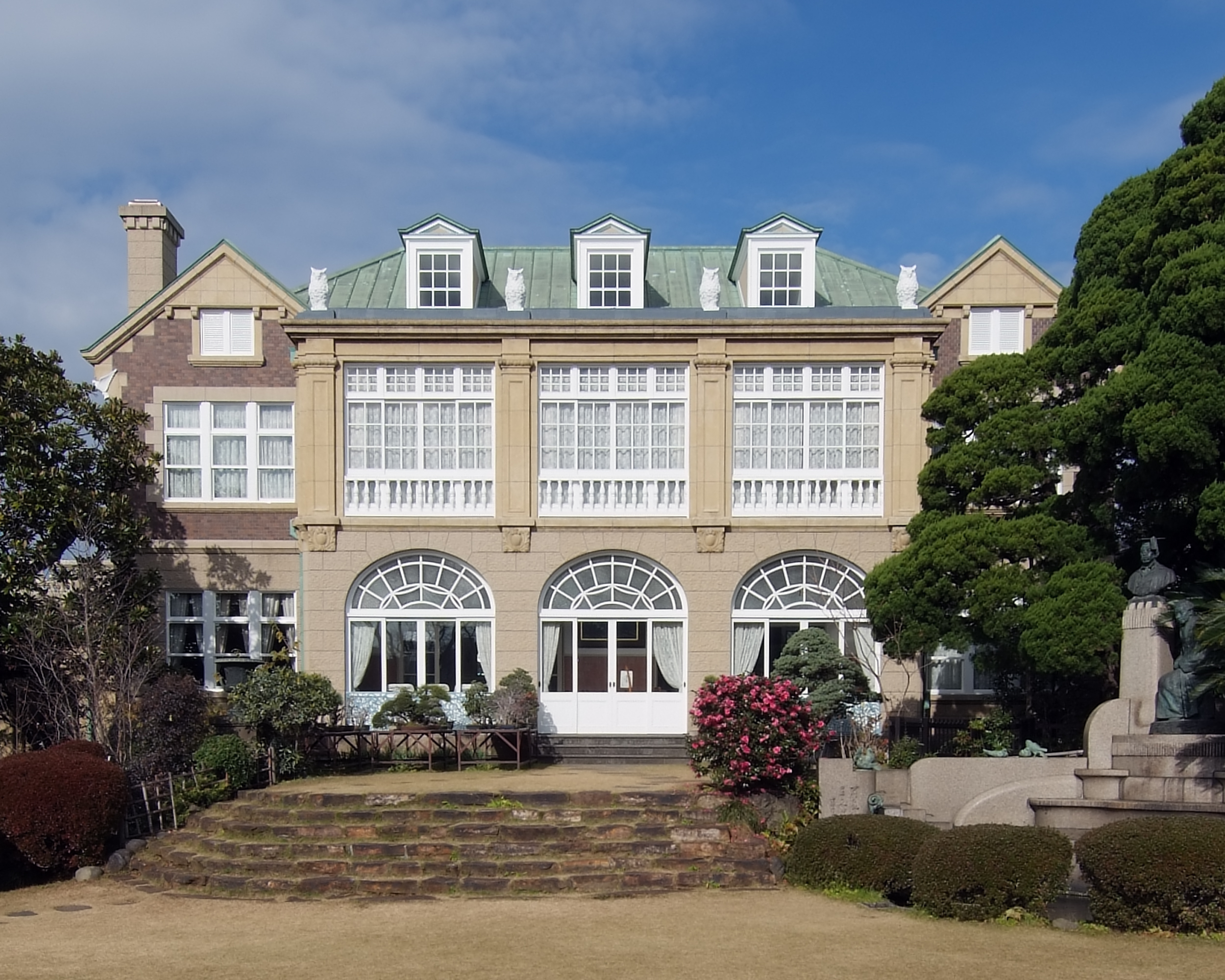
Hatoyama Kaikan: Der ehemalige Familiensitz im Stadtteil Otowa des Tokioter Bezirks Bunkyō – Spitzname zu Hatoyamas Zeit: Otowa goten (音羽御殿, „Otowa-Palast“ oder „-Hof“) – ist heute als Museum der Öffentlichkeit zugänglich.

Kurz nach seiner Wahl löste Hatoyama das Unterhaus auf, um nicht so stark auf die Stimmen der Sozialisten angewiesen zu sein. Wie der Baptist Hatoyama formulierte, hatte er zuvor „die Stimme des Himmels vernommen“ (天の声を受けた). Seine Demokratische Partei wurde bei den Unterhauswahlen 1955 stärkste Kraft, blieb aber ohne absolute Mehrheit und Hatoyamas zweites Kabinett war erneut eine Minderheitsregierung. 1955 erfolgte auch in Reaktion auf die Vereinigung von rechtem und linkem Flügel der Sozialistischen Partei und weil die Liberalen nicht bereit waren, seine Regierung ohne einen Parteizusammenschluss als Juniorpartner zu unterstützen, die „Konservative Fusion“ (保守合同, Hoshu Gōdō) von Demokratischer und Liberaler Partei zur Liberaldemokratischen Partei, die Japan im Wesentlichen in ein Zweiparteiensystem transformierte – wenn auch ein ungleiches, daher manchmal auch: „Anderthalbparteinsystem“. Hatoyama wurde Parteivorsitzender der neuen Partei, mit seinem dritten Kabinett begann die jahrzehntelange Alleinregierung der LDP.
Innenpolitisch intensivierte er den bereits unter Douglas MacArthur begonnenen, vor allem nach Ausbruch des Koreakrieges 1950 im „kalten“ Krieg eingeschlagenen „Gegen-“ oder „Umkehrkurs“ (逆コース, gyaku kōsu) der Besatzungspolitik, mit dem einige Maßnahmen der frühen Besatzungszeit zur Demokratisierung und Dezentralisierung abgeschwächt oder teilweise zurückgenommen wurden und die politische Linke nach anfänglichem Wohlwollen der USA zurückgedrängt und teilweise verfolgt wurde (auf dem Höhepunkt 1950: Red Purge gegen Kommunisten). In Hatoyamas Regierungszeit wurde unter anderem eines der Anti-Trust-Gesetze von 1947 abgeschafft, mit denen die Zaibatsu zerschlagen werden sollten, die seit 1948 direkt gewählten Bildungsausschüsse auf Präfektur- und Gemeindeebene wurden wieder abgeschafft und eine Reihe von Kriegsverbrechern der Klasse A, die in den Tokioter Prozessen zu lebenslanger Haft verurteilt worden waren, wurden aus der Haft entlassen.
Er setzte die im Koreakrieg eingeleitete defensive Wiederbewaffnung Japans in Form der Selbstverteidigungsstreitkräfte fort. Bei der Oberhauswahl 1956 verfehlte Hatoyamas LDP aber das Ziel, zusammen mit Verbündeten eine konservative Zweidrittelmehrheit zu gewinnen, die erforderlich gewesen wäre, um die Verfassung, insbesondere Artikel 9, zu ändern und jenseits der Landesverteidigung auch international eine militärische Rolle im Kalten Krieg spielen zu können – in Westeuropa formierte sich in dieser Zeit in Form der NATO bereits ein kollektives Verteidigungsbündnis mit den USA, während der US-japanische Sicherheitsvertrag bis ins 21. Jahrhundert asymmetrisch bleibt, weil Japan sich außerhalb Japans nur logistisch und humanitär an militärischen Einsätzen der USA oder ihrer Verbündeten beteiligt. Hatoyamas Versuch, mit dem sogenannten „Hatomander“ das Wahlsystem zum Unterhaus auf Einmandatswahlkreise (winner-take-all) umzustellen, scheiterte.
Außenpolitisch setzte sich Hatoyama für die Wiederaufnahme diplomatischer Beziehungen zur Sowjetunion ein und reduzierte die einseitige Ausrichtung auf die USA, ohne die grundsätzliche Linie der Yoshida-Doktrin zu verlassen. Im Herbst 1956 reiste Hatoyama nach Moskau, wo mit der gemeinsamen sowjetisch-japanischen Erklärung zwar kein Friedensvertrag oder eine Lösung des Streits um die Südkurilen, aber eine Grundlage für zukünftige Verhandlungen, die Aufgabe von Reparationsforderungen und die sowjetische Zustimmung zum japanischen UNO-Beitritt erreicht waren. Wenig später trat er im Dezember 1956 zurück.
Hatoyama blieb nach insgesamt 15 Unterhauswahlerfolgen zwischen 1915 und 1958 – bei jeder Wahl mit Ausnahme von 1947 und 1949 während des Ämterverbots – bis zu seinem Tod Abgeordneter für den (mehrfach neu zugeschnittenen) Wahlkreis der Präfektur Tokio, in dem Otowa und der Bezirk Koishikawa bzw. Bunkyō lagen.

## Nachkommen
Hatoyamas ältester Sohn Iichirō wurde ebenfalls LDP-Politiker und war von 1976 bis 1977 japanischer Außenminister. Dessen Söhne Yukio (2009 bis 2010 Vorsitzender der Demokratischen Partei und Premierminister) und Kunio (Justizminister) und Kunios Söhne Tarō (ehemaliger Abgeordneter für den Bezirk Bunkyō im Parlament der Präfektur Tokio) und Jirō (Unterhausabgeordneter aus der Präfektur Fukuoka) wurden ebenfalls Politiker.